# Ninfeo di Erode Attico
Il Ninfeo di Erode Attico è stato costruito nella zona nord del Santuario di Olimpia, vicino ai piedi del Monte Cronio, incorniciato tra il Tempio di Zeus e la Terrazza dei Tesori, e ad ovest del Metroon. Questo Ninfeo o esedra, una fonte di acqua dolce, fu finanziato e ordinato intorno all'anno 153 da Erode Attico, in onore della moglie Annia Regilla.

## L'edificio
La fornitura di acqua era sempre stata un problema dovuta all'elevato numero di visitatori al Santuario, soprattutto in estate quando avvenivano i Giochi Olimpici. Con il passare del tempo il problema si aggravò, non solo per l'aumento di visitatori, ma anche per la costruzione dei bagni romani, il cui funzionamento aveva contribuito a diminuire notevolmente la portata di acqua disponibile. Per risolverlo, venne costruito il ninfeo come parte finale di un acquedotto che conduceva l'acqua da una fonte situata a est.

Piano del Santuario di Olimpia. Il Ninfeo stava nel nº 6.

La costruzione principale consisteva in un contenitore semicircolare di 16,62 m posto di fronte allo sbocco dell'acquedotto. Da questo primo approvvigionamento e tramite cinque gargolla con forma di testa di leone in marmo, l'acqua cadeva in una grande pila rettangolare di 3,76 m di profondità per 21,90 di lunghezza, da dove il liquido tornava a fluire tramite altre 83 gargolla in una prima conduttura esterna, che ne assicurava la distribuzione lungo tutto il recinto e lo Stadio.
All'esterno il complesso era ornato da un frontone che occupava 34 m di larghezza per 17 di altezza. Le fondazioni e le strutture della base erano fabbricate con mattoni coperti di marmo. Ad entrambi gli estremi del grande serbatoio inferiore rettangolare furono innalzati due templi in forma di chiosco con tetto e peristilio e una fonte in miniatura al suo interno. Sopra la grande pila rettangolare del livello superiore si levava un muro semicircolare, che nella parte alta aveva una serie di nicchie con piccole colonne. Nella sommità del muro e nella parte centrale, si trovavano collocate le statue degli imperatori romani, Adriano, Antonino Pio e Marco Aurelio. Nelle 13 nicchie inferiori c'erano, nei due spazi centrali, le statue in posizione frontale di Erode Attico e della moglie Regilla; le restanti erano della famiglia di Erode e della famiglia imperiale.
Sul muro che separava il ricettacolo semicircolare superiore e il grande serbatoio rettangolare inferiore, era posto un toro di marmo, con la testa rivolta a est e con un'iscrizione sul dorso menzionante Regilla, sacerdotessa di Demetra, che consacrava l'acqua e la struttura a Zeus.
Pausania, nella sua Periegesi della Grecia, non parla del Ninfeo. Gli archeologi come Alfred Mallwitz giustificano l'omissione ragionando sul fatto che quando il geografo era a Olimpia, non era ancora stato costruito. Ciò nonostante Drees, partendo dal presupposto che Pausania abbia visitato Olimpia nell'anno 174 e che l'edificio fosse stato costruito per gratitudine di Erode per la nomina di sua moglie come sacerdotessa nell'anno 155, opina che Pausania abbia prestato poca attenzione, nella sua opera di descrizione, agli edifici funzionali.